# Pedro G. Romero
Pedro G. Romero (1964, Aracena) es un artista, comisario, investigador y editor cuyo trabajo se centra en el análisis de "sucesos históricos, la vida y la circulación de imágenes, la iconografía sacramental, el gesto iconoclasta de las vanguardias artísticas del siglo XX y el arte moderno, el flamenco, los conceptos e imaginarios sobre las culturas populares, la economía, las políticas culturales, las formas de especulación urbana, etcétera".
Entre 1999 y 2019 articula su trabajo principalmente en torno a dos grandes líneas o "aparatos" conceptuales: el Archivo F.X., dedicado a la iconoclasia, y la Máquina P.H., sobre cultura popular y flamenco. Su obra ha sido expuesta internacionalmente y forma parte de numerosas colecciones, entre otras las del MACBA, la Fundación “La Caixa”, el Museo Nacional Centro de Arte Reina Sofía, el Museo de Bellas Artes de Álava, la Diputación de Granada o el Centro Andaluz de Arte Contemporáneo.
En 2021 el Museo Nacional Centro de Arte Reina Sofía le dedica una amplia retrospectiva, titulada Máquinas de trovar, y 2018 fue artista residente en la Academia de España en Roma. Algunos de los eventos internacionales en los que ha participado en los últimos años incluyen Documenta14 Atenas/Kassel, la Bienal de Venecia o la Bienal de Sao Paulo.
Como comisario, ha sido responsable de numerosas muestras. Entre ellas destaca Tratados de paz, realizada en el marco de la capitalidad cultural de San Sebastián San Sebastián en 2016, en la que investigaba "las formas y representaciones complejas que la paz ha atravesado históricamente: sea entendida como Pax imperial, sea como expresión de Victoria, sea como proceso de Conciliación de unos y otros, como abandono de la violencia, como goce, como una alegría de vivir". También fue co-comisario, junto a Teresa Grandas, de la muestra Poesía Brossa que organizó el MACBA de Barcelona, y que luego pudo verse en el museo Artium de Vitoria y  en el MUAC de la Ciudad de México.
De su vinculación con el mundo del flamenco destaca su labor como director de la Plataforma Independiente de Estudios Flamencos Modernos y Contemporáneos (PIE.FMC), dedicada a enriquecer el campo de los estudios sobre el flamenco con perspectivas procedentes diversos ámbitos disciplinares, como los estudios culturales, la sociología, la antropología o la estética. Asimismo, desarrolló el concepto gráfico para la XX edición de la Bienal de Flamenco de Sevilla y ha colaborado con el bailaor Israel Galván y artistas como, por ejemplo, Rocío Márquez, Niño de Elche, Tomás de Perrate o Rosalía.
En 2022 aparece como entrevistado en el documental dirigido por Jesús Ponce "Val del Omar, poeta audiovisual" junto a otras figuras de la cultura y el arte, sobre la figura del genio granadino.
En 2024, obtuvo el Premio Nacional Artes Plásticas.

## Premios y reconocimientos
- Premio Nacional de Artes Plásticas (2024)